# San Pietro (Rosà)
San Pietro (noto anche con l'appellativo in Perno o in Paerno, San Piero in veneto) è una frazione del comune italiano di Rosà, in provincia di Vicenza.
Anticamente parte del territorio di Bassano, vi sono state ritrovate diverse testimonianze archeologiche paleovenete e della successiva dominazione romana.
Situato ad ovest del centro di Rosà e a sud del centro di Bassano, il suo nome è verosimilmente da ricollegarsi - non necessariamente derivato - ad una "calle de Paerno" che gli Statuti Bassanesi (1295) citano come punto di riferimento per la perimetrazione dei quartieri meridionali di Bassano.